# بطين جانبي
البطين الجانبي (بالإنجليزية: Lateral ventricles)‏ هو أحد بطينات الدماغ الأربع. ويوجد بطين جانبي في كل نصف من كرة الدماغ. وتكمن أهمية البطين الجانبي في احتوائه على الضفائر المشيمية والتي تفرز السائل المخي الشوكي.

## البنية
يأخذ كل بطين جانبي شكل منحنى ممدود، مع انبثاق إضافي مواجه للأمام يستمر بشكل أدنى من نقطة بالقرب من الطرف الخلفي للمنحنى؛ يُعرف المفترق باسم مثلث البطين الجانبي. يشار إلى مركز المنحنى العلوي بالجسم، بينما تُعرف الأجزاء الثلاثة المتبقية بالقرون (كورنوا باللاتينية - cornua)؛ يشار إليها عادة من خلال موقعها بالنسبة إلى الجسم (الأمامي، الخلفي، أو السفلي)، أو في بعض الأحيان عن طريق شحمة القشرة الدماغية التي تمتد إليها. على الرغم من أنها مسطحة إلى حد ما، إلا أن البطينين الجانبيين لهما مقطع عرضي مثلثي غامض. البطانة البطانية، وهي خلايا عصبية ظهارية، تبطن الجهاز البطيني بما في ذلك البطينين الجانبيين.
بين القرن السفلي والجسم الرئيسي للبطين هي البطامة، التي تنبثق من رأس النواة المذنبة، وتتموضع فوق التابيتوم (البساط)؛ عدد قليل من الاتصالات الإضافية التي تمر عبر الشريط القذالي لربط البطامة بأجزاء من ذيل النواة المذنبة المجاورة للقرن الأمامي. تحت البطامة (البوتامين) توجد الكرة الشاحبة التي تتصل بها. تشكل هذه الهياكل التي تحيط بالبطينين الجانبيين إطارًا منحنيًا حول المهاد، والذي يشكل في حد ذاته الهيكل الرئيسي الذي يحيط البطين الثالث. لولا الضفيرة المشيمية، لكان الفتح الشقّي هو كل ما يقع بين البطين الجانبي والمهاد؛ هذا الشق يشكل الجزء السفلي من الشق المشيمي. يتصل المهاد بشكل أساسي مع الهياكل التي تربط البطينين الجانبيين عبر الكرة الشاحبة، والأطراف الأمامية من جسم القبو (الجسمان الحلميان).

### القرون الأمامية للبطين الجانبي
يُعرف القرن الأمامي للبطين الجانبي أيضًا بالقرن الجبهي لأنه يمتد إلى الفص الجبهي. القرن الأمامي يتصل بالبطين الثالث عبر الثقبة بين البطينين. يصطدم الجزء من البطين الجانبي بالفص الجبهي ويمر من الأمام والجانبي مع ميل طفيف إلى الأسفل. يفصل عن القرن الأمامي للبطين الجانبي الآخر بواسطة صفيحة عصبية رفيعة - الحاجز الشفاف، والتي تشكل بالتالي حدودها الإنسية. يتكون الجزء الخارجي المواجه لانحناء البطين من الجسم الثفني - الأرضية عند حد البطين هي السطح العلوي للمنقار (الجزء المنعكس من الجسم الثفني)، بينما يكون السطح قريبًا من جسم البطين الثفني يتكون من السطح الخلفي للجينو (الجسم الثفني). يتكون الحد المتبقي -الذي يواجه الجزء الداخلي من انحناء البطين- من الحافة الخلفية للنواة المذنبة.

### جسم البطين الجانبي
جسم البطين الجانبي، أو الجزء المركزي هو جزء من البطين بين القرن الأمامي والتريغون (المثلث). سقفه مرتبط ببساط الجسم الثفني - ويفصل وسطيًا عن البطين الجانبي الآخر بواسطة الحاجز الشفاف. يشكل ذيل النواة المذنبة الجزء العلوي من الحافة الجانبية، لكنه ليس كبيرًا بما يكفي لتغطية الحد بالكامل. مباشرة أسفل ذيل النواة المذنبة، يتكون الجزء التالي من الحافة الجانبية من طرف السطر الضيق نسبيًا، والذي يقع على الوريد المهادي العلوي. يشكل الجزء الرئيسي من الجزء الأمامي من الدماغ الجزء الضيق التالي من الحد الجانبي، والذي يكتمل وسطيًا بواسطة الضفيرة المشيمية التي تخدم كلا البطينين.

### مثلث البطين الجانبي
مثلث البطين الجانبي هو المنطقة التي يشكل فيها جزء الجسم تقاطعًا مع القرن السفلي والقرن الخلفي. يشار إلى هذه المنطقة باسم أتريوم (أذين) البطين الجانبي، وهي المكان الذي تتضخم فيه الضفيرة المشيمية مثل الكبيبة المشيمية. كميزة سطحية مثلثة لأرضية هذا الجزء من البطين الجانبي، تُعرف باسم المثلث الجانبي.

### القرن الخلفي للبطين الجانبي
يصطدم القرن الخلفي للبطين الجانبي، أو القرن القذالي، بالفص القذالي في اتجاه خلفي، في البداية بشكل أفقي ولكن ينحني بعد ذلك بشكل إنسي وينحدر إلى أسفل على الجانب الجانبي. يستمر نسيج الجسم الثفني في تشكيل السقف، والذي يكون أيضًا الحافة الجانبية بسبب الميلان. ومع ذلك، فإن النهايتين الخلفية والأمامية من الجسم الثفني تتميز بتجميع أكثر إحكامًا، يُعرف بالملقط (بسبب الشكل الناتج)، للانحناء حول التلم المركزي؛ تشكل حافة هذه الملقط الجزء العلوي من الجانب الإنسي للقرن الخلفي. ما تبقى من الحافة الوسطى للبطين على اتصال مباشر مع المادة البيضاء لقشرة الفص القذالي.

### القرن السفلي من البطين الجانبي
القرن السفلي من البطين الجانبي، أو القرن الصدغي، هو أكبر القرون. يصطدم بالفص الصدغي في اتجاه جانبي وأمامي، بشكل أدنى في البداية، حتى يصل إلى مسافة 2.5 سم. من قمة الفص. يحدد اتجاهه جيدًا إلى حد ما على سطح الدماغ بواسطة التلم الصدغي العلوي. ينخفض البوق نحو الحافة الجانبية. كاستمرار للجانب الداخلي من منحنى البطين، تصبح أرضية جسم البطين سطح القرن السفلي، ومن ثم يشكل ذيل النواة المذنبة الحافة الجانبية لسقف القرن السفلي حتى الطرف من البطين، تصبح النواة المذنبة اللوزة. تشكل نهاية السطور ما تبقى من السقف، وهو أضيق بكثير مما هو عليه في الجسم - تنتقل الضفيرة المشيمية إلى الجدار الإنسي. يتكون شريط الفص الصدغي من الحدود الجانبية للقرن السفلي، في طريقه للانضمام إلى الجزء الرئيسي فوق جسم البطين (يمر فوق النواة الذيلية كما تفعل). تتكون غالبية أرضية القرن السفلي من الحُصين (الذي يخرج منه القبو)، ثم في الجزء الأمامي من الحُصين نفسه. كما هو الحال مع القرن الخلفي، يكون الجزء المتبقي من الحدود - في هذه الحالة الجانب الجانبي من الأرض - على اتصال مباشر بالمادة البيضاء للفص المحيط.

## أجزاء البطين الجانبي

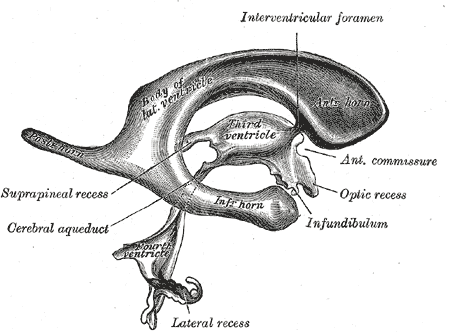
صورة توضح بطينات الدماغ وأجزاء البطين الجانبي

يشغل البطين الجانبي مساحة كبيرة من نصف كرة الدماغ ويتكوّن من:
- جزء مركزي
- قرن أمامي (جبهي)
- قرن خلفي (القذالي)
- القرن السفلي (الصدغي)

و يتصل البطينان الجانبيان بالبطين الثالث بواسطة الثقب بين البطيني.

## أقسام الجهاز العصبي المركزي

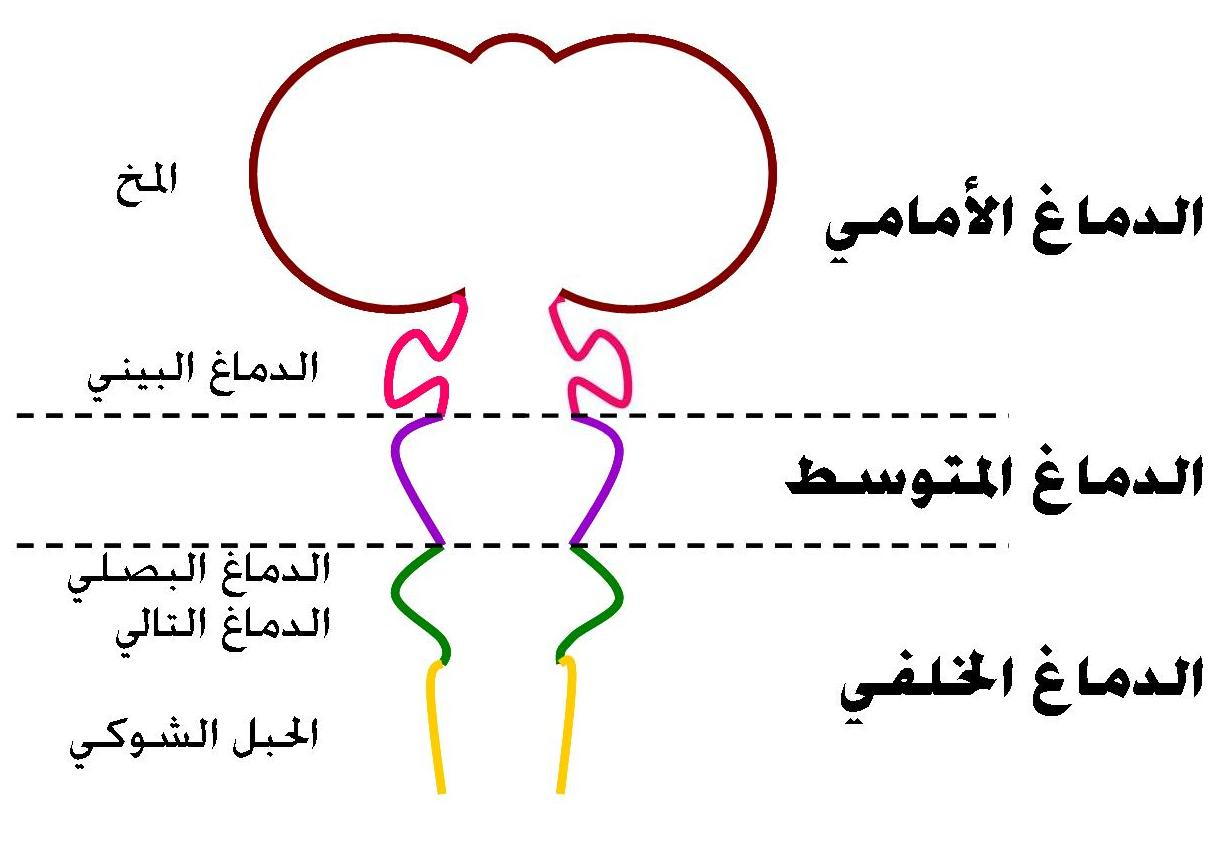
التكوين الجنيني للدماغ ويلاحظ الأقسام الرئيسية لدماغ الكائنات الفقارية

| جهاز عصبي مركزي | دماغ      | دماغ أمامي | الدماغ الانتهائي (المخ)                                                                  | دماغ شمي Rhinencephalon، أميغدالا = لوزة عصبية Amygdala، حصين، قشرة جديدة، بطينات جانبية                          | دماغ شمي Rhinencephalon، أميغدالا = لوزة عصبية Amygdala، حصين، قشرة جديدة، بطينات جانبية                          |
| جهاز عصبي مركزي | دماغ      | دماغ أمامي | دماغ بيني                                                                                | مهيد Epithalamus، مهاد ، الوطاء أو تحت المهاد , مهاد تحتاني Subthalamus، غدة نخامية ، غدة صنوبرية ، البطين الثالث | مهيد Epithalamus، مهاد ، الوطاء أو تحت المهاد , مهاد تحتاني Subthalamus، غدة نخامية ، غدة صنوبرية ، البطين الثالث |
| جهاز عصبي مركزي | دماغ      | دماغ متوسط | سقف (تشرح عصبي) Tectum، سويقة مخية Cerebral peduncle، برتيكتوم Pretectum، المسال الدماغي | سقف (تشرح عصبي) Tectum، سويقة مخية Cerebral peduncle، برتيكتوم Pretectum، المسال الدماغي                          | |
| جهاز عصبي مركزي | دماغ      | دماغ خلفي  | دماغ تالي                                                                                | المخيخ، الجسر | |
| جهاز عصبي مركزي | دماغ      | دماغ خلفي  | دماغ بصلي                                                                                | النخاع المستطيل                                                                                                   | |
| جهاز عصبي مركزي | نخاع شوكي |            |                                                                                          | | |